# اینگرو کورپوریشن
اینگرو کورپوریشن (اردو: اینگرو کارپوریشن) شرکت خوشه‌ای پاکستانی است، که در سال ۱۹۶۵ تأسیس شد.